# Glasblåsarns barn
Glasblåsarns barn (suec: Els fills del bufador de vidre) és una pel·lícula sueca finalitzada el 25 de desembre de 1996, però que es va estrenar als cinemes de Suècia el 27 de febrer de 1998, dirigida per Anders Grönros. Està basat en la novel·la homònima de Maria Gripe.

## Repartiment
- Stellan Skarsgård – Albert
- Pernilla August – Sofia
- Thommy Berggren - l'emperador
- Elin Klinga - l'emperadriu
- Lena Granhagen – Flaxa Mildväder
- Oliver P. Peldius – Klas
- Jasmine Heikura – Klara
- Ann-Cathrin Palme – Nana
- Måns Westfelt – el cotxer
- Ewa Fröling - Nana (veu)
- Johan Ulveson – Kloke (veu)
- Helge Jordal - el venedor de vidre
- Margreth Weivers: la venedora de nines
- Martin Lange - majordom
- Peter Nystedt – majordom